# Numberphile
Numberphile est une chaîne YouTube éducative proposant des vidéos sur des sujets mathématiques. À ses débuts, chaque vidéo parlait d'un nombre spécifique, comme π ou le nombre d'or, mais la chaîne propose désormais également des vidéos sur des sujets plus avancés, comme le dernier théorème de Fermat ou l'hypothèse de Riemann. Les vidéos sont produites par Brady Haran, un ancien vidéo journaliste de la BBC, et sont animées par plusieurs professeurs d'université, vulgarisateurs de mathématiques et mathématiciens célèbres.
En 2018, Haran a réalisé une série dérivée en podcast intituléeThe Numberphile Podcast.

## Chaîne YouTube
La chaîne Numberphile a été lancée le 15 septembre 2011. La plupart des vidéos montrent Haran interviewant un expert au sujet d'un nombre, d'un théorème, ou d'un concept mathématique. Les explications sont généralement tracées sur de grands morceaux de papier kraft, et  tentent de rendre les idées compréhensibles aux non-mathématiciens. La chaîne est sponsorisée par le Mathematical Sciences Research Institute (MSRI) et par Math for America (en),. Haran dirige également la chaîne Numberphile2, qui propose des détails supplémentaires et des informations complétant les vidéos de Numberphile.
La chaîne a été nommée pour un Shorty Award en éducation en 2016. Le New York Times en a dit : « Les mathématiciens s'expriment à Numberphile sur les nombres, de manière enthousiaste et communicative. »

### Contributeurs
La chaîne a permis de s'exprimer à un grand nombre de mathématiciens, d'informaticiens, et d'écrivains scientifiques, parmi lesquels :
- Elwyn Berlekamp
- John Conway
- Persi Diaconis
- David Eisenbud
- Edward Frenkel
- Hannah Fry
- Ron Graham
- Donald Knuth
- James Maynard
- Barry Mazur
- Ken Ribet
- Simon Singh
- Neil Sloane
- Terence Tao
- Tadashi Tokieda
- Mariel Vázquez
- Cédric Villani[8]
- Zvezdelina Stankova
- Clifford Stoll

## The Numberphile Podcast
Haran a démarré le podcast intitulé The Numberphile Podcast en 2018, comme un projet frère. Celui-ci se focalise davantage sur les vies et les personnalités de certains des sujets des vidéos ; ainsi, Ken Ribet est venu y parler du dernier théorème de Fermat (et du rôle qu'il a joué dans sa démonstration) et Timothy Gowers du rôle de la renommée dans la vie des mathématiciens.